# Horní Kamenice

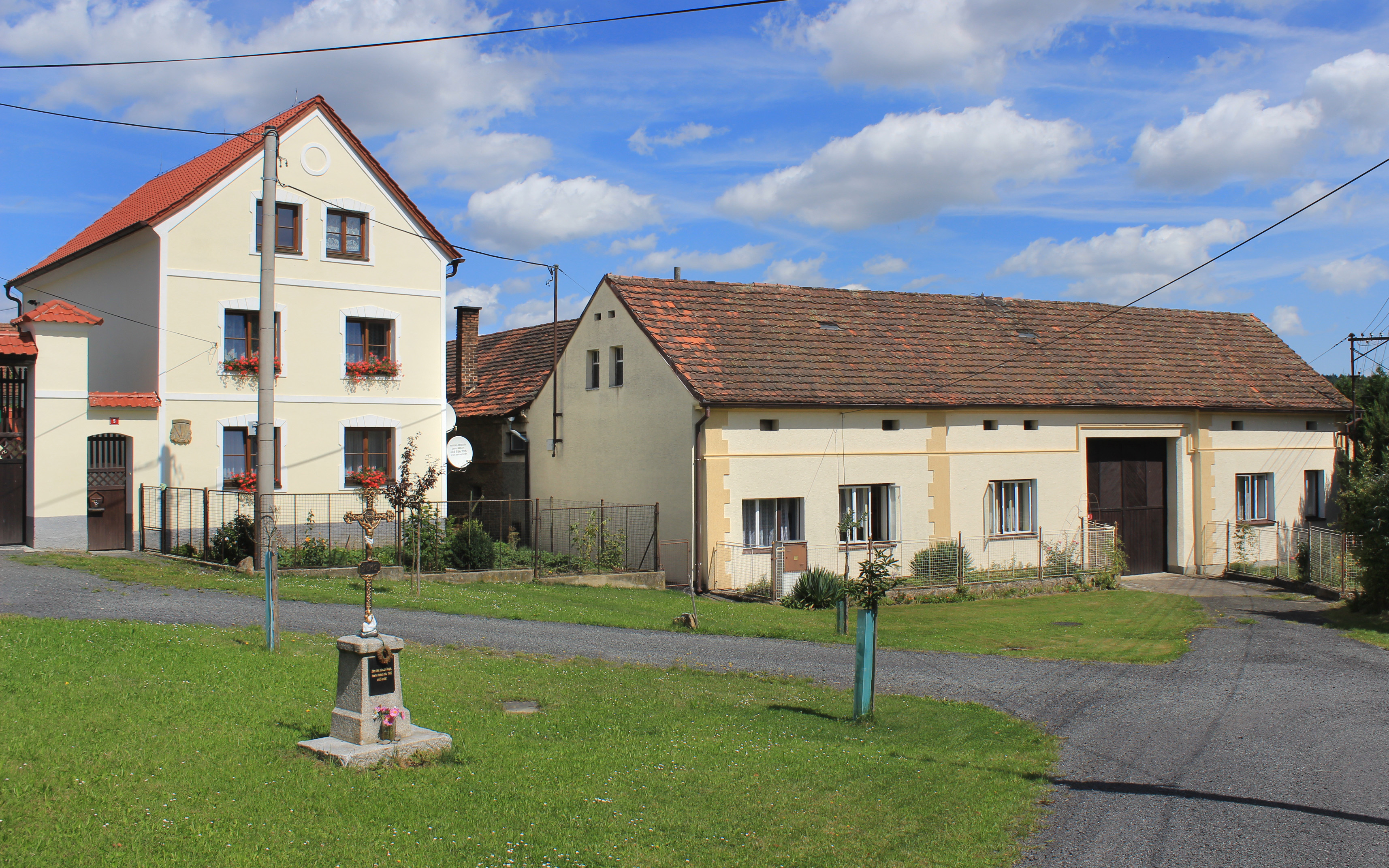
Der Dorfplatz

Horní Kamenice (deutsch Ober Kamenzen) ist eine Gemeinde in Tschechien. Sie liegt drei Kilometer nordöstlich von Staňkov und gehört zum Okres Plzeň-jih.

## Geographie
Horní Kamenice befindet sich am westlichen Rand der Wittunawaldes im Tal der Radbuza. Durch den Ort fließt der Bach Srbický potok. Im Südosten erhebt sich die Kamenná hora (Wittunaberg, 507 m). Westlich des Dorfes verläuft entlang der Radbuza die Bahnstrecke Plzeň–Furth im Wald, die nächste Bahnstation ist Dolní Kamenice.

## Geschichte
Die erste urkundliche Erwähnung des Dorfes erfolgte im Jahre 1115.
Nach der Aufhebung der Patrimonialherrschaften bildete Ober Kamenzen/Horní Kamenice ab 1850 mit dem Ortsteil Unter Kamenzen/Dolní Kamenice eine Gemeinde im Pilsner Kreis und Gerichtsbezirk Bischofteinitz. Ab 1868 gehörte die Gemeinde zum Bezirk Bischofteinitz. Zwischen 1899 und 1910 führte sie den Namen Kamenzen/Kamenice. Unter Kamenzen wurde 1910 zur eigenständigen Gemeinde. Die amtliche Bezeichnung der Gemeinde Kamenzen wurde aber erst nach 1918 geändert.
1948 wurde Horní Kamenice dem Okres Stod zugeordnet, seit 1961 gehörte das Dorf zum Okres Domažlice. Im Jahre 1961 wurde Dolní Kamenice eingemeindet. Am 1. Mai 1980 erfolgte die Eingemeindung nach Holýšov. Horní Kamenice löste sich am 24. November 1990 wieder von Holýšov los und bildete eine eigene Gemeinde; Dolní Kamenice verblieb dagegen bei Holýšov. Zum 1. Januar 2021 wechselte die Gemeinde in den Okres Plzeň-jih.

## Sehenswürdigkeiten
- Kapelle
- Burgruine Lacembok, südlich des Dorfes